# Callenberg (Saksonia)
Callenberg – miejscowość i gmina w Niemczech, w okręgu administracyjnym Chemnitz, w powiecie Zwickau. Powierzchnia gminy wynosi ok. 40 km². Dzieli się na siedem osiedli. Leży przy drodze krajowej B180, między miastami Limbach-Oberfrohna i Glauchau.
Gminę zamieszkuje ok. 5,4 tys. mieszkańców.
Na obszarze gminy występują złoża niklu i krokoitu, kopalnie odkrywkowe. W pobliżu znajduje się tor wyścigowy Sachsenring.